# Yankee White
Yankee White ist der Spitzname der bei Mitarbeitern des Verteidigungsministeriums der Vereinigten Staaten sowie Angestellten des Präsidenten und Vizepräsidenten durchgeführten Zuverlässigkeitsüberprüfung bzw. Hintergrunduntersuchung.
Die diesbezügliche Untersuchung Single Scope Background Investigation (SSBI), die im Sicherheitsüberprüfungsgesetz gefordert ist, wird vom Office of Personnel Management durchgeführt. Die Mitarbeiter werden im Rahmen der Untersuchung umfangreich auf ihren Hintergrund überprüft, eine Anforderung ist zum Beispiel die US-Staatsbürgerschaft sowie eine unzweifelhafte Loyalität gegenüber dem Staat.

## Kategorien
Es gibt drei Kategorien von Zuverlässigkeitsüberprüfungen:
- Kategorie 1 erhält ausgewähltes Führungspersonal in sensiblen Positionen im direkten Umfeld des Präsidenten und Vizepräsidenten, zum Beispiel:
  - der Stabschef, Militärbüro des Weißen Hauses (White House Military Office (WHMO))
  - der Assistent des Stabschefs
  - die militärischen Aide-de-camps des Präsidenten und Vizepräsidenten
  - der Direktor der Transportagentur der US-Army im Weißen Haus (US Army Transportation Agency)
  - der Direktor der Medizinischen Abteilung des Weißen Hauses (White House Medical Unit)
  - der Direktor des Spezialprogramm-Abteilung, WHMO
  - der Essenskoordinator des Weißen Hauses
  - der Commander und stellvertretende Commander der Kommunikationsagentur des Weißen Hauses (White House Communications Agency)
  - der Pilot und der Copilot der Air Force One und der Marine One
- Kategorie 2 erhält das Personal auf Vollzeit-Basis im direkten Umfeld des Präsidenten und Vizepräsidenten, zum Beispiel:
  - das Flugpersonal sowie das Wartungs- und Sicherheitspersonal der Präsidentenmaschine
  - das Personal der Kommunikationsagentur des Weißen Hauses
  - das Personal der Transportagentur der US-Army im Weißen Haus (US Army Transportation Agency)
  - das Personal der Medizinischen Abteilung des Weißen Hauses
  - das Reinigungspersonal des Weißen Hauses
- Kategorie 3 erhalten Personen im erweiterten Umfeld des Präsidenten, zum Beispiel:
  - Ehrenwachen
  - zeremonielle Einheiten
  - Militärkapellen